# 비능격동사
비능격동사(unergative verb)는 자동사(intransitive verb)로서, 의미상 행위자(agent) 논항(argument) 하나만을 가지고 있다는 특성을 보인다.
예를 들어, 영어에서 'run', 'talk', 'resign'은 비능격동사이며, 'fall'과 'die'는 비대격동사(unaccusative verb)이다. 그러나 다브로슈카(A. Dąbrowska)의 2016년 연구에서는 die가 비대격동사에 부합하지 않는다고 하였다.
일부 언어에서는 비능격동사를 형태통사론(morphosyntax)적 관점에서 자동사와 다르게 취급한다. 예를 들어, 일부 로망스어계(Romance languages)에서 이런 동사들은 합성시제(compound tenses)일 때 다른 조동사를 사용한다.
게다가 일부 언어에서 비능격동사는 수동태(passive voice)를 사용하기도 한다는 점에서, 비능격동사는 비대격동사와 다르다.
네덜란드어(Dutch)에서 비능격동사는 완료시제로 사용할 경우 hebben (to have)을 조동사로 취한다.
Ik telefoneer – ik heb getelefoneerd.
"I call (by phone). – I have called."
이 경우 가주어(dummy subject)인 부사 'er', 그리고 수동태 조동사 worden을 사용함으로써 비인칭 수동태(impersonal passive) 구조로의 전환이 가능하다.
Er wordt door Jan getelefoneerd.
"*There is by Jan telephoned." (문자 그대로 "A telephone call by Jan is going on.")
반대로, 네덜란드어 능격동사(ergative verb)는 완료시제 조동사로 zijn ("to be")을 취한다.
Het vet stolt – het vet is gestold
"The grease solidifies – The grease has solidified."
이 경우, worden을 사용한 수동태 구조는 불가능하다. 즉 비능격동사는 사실 자동사이지만, 능격동사는 자동사가 아닌 것이다.

## 같이 보기
- 결합가
- 네덜란드어 문법
- 능격동사
- 대격동사
- 비대격동사